# Bidevind

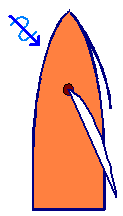
Bidevind

Att segla bidevind (från lågtyska "bi de wind" eller holländska "bij de wind" betyder att man seglar "nära vinden"). Dikt bidevind innebär att man seglar så nära vinden som det går utan att man tappar mer fart än det är värt. Då man pinar vind går man så högt att vinsten genom kortare sträcka till ett etappmål inte längre kompenserar förlusten av fart (då seglen drar sämre).
Ofta är den optimala kursen vid dikt bidevind, till exempel på kryss, den högsta möjliga (den närmast motvind) som inte leder till att seglen lever (fladdrar), förutsatt att seglen är rätt trimmade.
Hur högt (hur nära vindögat) man kan gå beror på båtens skrovform och rigg. En modern hög och smal rigg tar höjd bättre än de äldre mera långsträckta riggtyperna, som gaffel-, spri- och loggertrigg, som i gengäld ofta vinner på undanvindar (vinden akterifrån). Likaså tillåter ett modernt skrov med djup köl att man styr närmare vinden än de äldre, vilka ger större avdrift.
Också hur seglen är trimmade påverkar hur högt man kan gå. Ju plattare seglen är, till exempel genom att de skotats hårt, desto närmare vinden kan man styra, men å andra sidan ger segel med större buk mer kraft och alltså mer fart. Också skotpunktens läge inverkar. Vid svag vind låter man seglen ha stor buk, då vinsten i fart då är större än förlusten genom lägre kurs. Vid mellanvindar kan man använda plattare segel. Vid hård vind kan det också löna sig att inte ta vara på all vind, alltså att släppa en del vind ur seglen genom att gå närmare vinden än vad som annars vore lämpligt, till exempel för att båten inte skall kränga för mycket.
Fartvinden påverkar den skenbara vinden (vinden så som den upplevs ombord och så som den påverkar seglen). Eftersom fartvinden kommer rätt förifrån kommer den skenbara vinden att vrida förut då farten ökar. Om man seglar dikt bidevind enligt kompasskurs (eller mot ett riktmärke) kommer man alltså att börja pina vind då farten ökar, varvid farten åter avtar. Motsvarande gäller då den sanna vindens riktning varierar. Därför undviker man att segla enligt kompass under kryss (istället kan man notera den faktiska kompasskursen). När man seglar enligt vinden (genom att observera seglen eller t.ex. med hjälp av en windex) kommer man istället att hålla en mer eller mindre konstant vinkel till den skenbara vinden och därmed hela tiden segla i optimal riktning, också om det innebär att man ibland styr lägre i förhållande till den sanna vinden och omgivningen. 
I halv vind, på slör och då man länsar med vinden påverkar fartvinden den skenbara vindens riktning (och styrka) på motsvarande sätt, men då seglen inte är trimmade för dikt bidevind kan man justera seglen istället. Vid läns undan vinden påverkas inte den skenbara vindens riktning av fartvinden, endast den skenbara vindens hastighet.